# Kroyeria lineata
Kroyeria lineata är en kräftdjursart som beskrevs av van Beneden 1853. Kroyeria lineata ingår i släktet Kroyeria och familjen Kroyeriidae. Inga underarter finns listade i Catalogue of Life.